# 嘉然
嘉然（英文名：Diana），是虚拟偶像女团A-SOUL的成员。2021-2022年哔哩哔哩百大UP主。嘉然于2020年11月23日在新浪微博上首次公开, 并于2020年12月12日开始首次个人直播 其代表作是由其翻唱的日语歌曲《猫中毒》，参与演唱的团体单曲《Quiet》、《超级敏感》与《传说的世界》及和中国绊爱共同投稿的单曲《Hopeful Dreamer》。

## 人物设定
嘉然的原画监修设计师是日本画师神乐七奈。目前正在使用。
2020年11月23日，嘉然在其Bilibili个人空间上发布了第一条动态，公开宣布了即将出道的消息。25日，乐华娱乐官方于新浪微博上公布了嘉然的人物画像，昵称与简介。
27日，A-SOUL官方账号于Bilibili公开了嘉然与其他四名成员的3D模型视频。与其他A-SOUL成员在Bilibili和抖音双平台直播不同，由于与Bilibili正式签约，嘉然目前仅在Bilibili平台直播。
嘉然的角色设定年龄为18岁，生日3月7日，体重是42 kg，职业为大学生，性格浪漫，善良，细腻感性。到后来，职业与性格设定实际上被忽略，但吃货设定一直保留。

## 个人经历
截止2022年8月16日，嘉然在抖音上的账号的粉丝数量为212.5万。
截止2023年8月23日11点04分，嘉然在网站Bilibili上的账号的粉丝数量为1759126。
在2022年12月11日的A-SOUL二周年纪念直播中，单月“舰长”（每月付费价值138元人民币的直播会员）人数突破两万七千人，是bilibili直播历史上的最高值，比第二名多出将近一倍，而先前的2021年bilibili年度舰队最高纪录持有者也是同属A-Soul的虚拟角色，已经休止活动的珈乐。

## 歌曲
- 《Quiet》 2020-12-02
- 《超级敏感》 2021-04-30
- 《Hopeful Dreamer》 2021-05-28
- 《除夕》 2022-01-31
- 《传说的世界》 2022-02-25
- 《Keep Up》 2022-08-28
- 《我们快出发》  2022-08-29
- 《Re-sonance》 2022-12-12
- 《Leap Top》 2022-12-12
- 《DA DA》 2022-12-12

## 公演
- 2021年7月17日，参加乐华娱乐12周年演唱会，与A-SOUL队内其他成员演唱《超级敏感》。[11]

## 代言及宣传产品
- 2022年2月5日，嘉然个人账号发布视频【嘉然的网盘】新年祝福、语音铃声都备份好了！ （页面存档备份，存于），宣传夸克浏览器。[12]

- 2022年2月11日，参加华硕天选3笔记本的发布会，担任华硕天选品牌大使。[13][14]

- 2022年2月26日，担任欧莱雅男士跨次元推荐官。[15]
- 2023年8月10日，在哔哩哔哩工房销售了【嘉然·夏雨初晴主题音声】[16]

## 荣誉和奖项
- 2022年1月21日，获得颁发的2021年度百大UP主。[17]
- 2023年1月13日，获得颁发的2022年度百大UP主。[18]

## 争议事件

### QQ炫舞游戏道具事件
- 2021年10月19日，QQ炫舞手游发布公告，对QQ炫舞部分道具高度相似嘉然头像的问题表示道歉，已与A-SOUL团队取得联系，充分沟通意见和建议。[19]

## 备注
1. ↑  Diana读作/daɪˈænə/（戴安娜），出道视频误读为Tina/ˈtiːnə/（蒂娜）
2. ↑  A-SOUL由字节跳动朝夕光年工作室负责技术支持和日常运营，而字节跳动同时也是抖音的母公司。